# Saint-Pierre-la-Roche
Pour les articles homonymes, voir Saint-Pierre et La Roche.
Saint-Pierre-la-Roche est une commune française située dans le département de l'Ardèche, en région Auvergne-Rhône-Alpes.

## Géographie

### Situation et description
Saint-Pierre-la-Roche est une petite commune à vocation essentiellement rurale située entre l'agglomération de Privas et la vallée du Rhône. La commune est rattachée à la communauté de communes Ardèche Rhône Coiron.

### Géologie et relief
La commune est positionnée sur le rebord oriental du plateau du Coiron, une vaste table volcanique de basalte qui appartient au domaine de la moyenne montagne ardéchoise.

### Climat
Pour des articles plus généraux, voir Climat d'Auvergne-Rhône-Alpes et Climat de l'Ardèche.
En 2010, le climat de la commune est de type climat méditerranéen altéré, selon une étude du CNRS s'appuyant sur une série de données couvrant la période 1971-2000. En 2020, Météo-France publie une typologie des climats de la France métropolitaine dans laquelle la commune est dans une zone de transition entre le climat de montagne et le climat méditerranéen et est dans la région climatique Provence, Languedoc-Roussillon, caractérisée par une pluviométrie faible en été, un très bon ensoleillement (2 600 h/an), un été chaud (21,5 °C), un air très sec en été, sec en toutes saisons, des vents forts (fréquence de 40 à 50 % de vents > 5 m/s) et peu de brouillards.
Pour la période 1971-2000, la température annuelle moyenne est de 11,9 °C, avec une amplitude thermique annuelle de 17,2 °C. Le cumul annuel moyen de précipitations est de 1 175 mm, avec 7,5 jours de précipitations en janvier et 4,6 jours en juillet. Pour la période 1991-2020, la température moyenne annuelle observée sur la station météorologique de Météo-France la plus proche, « Berzème Rad », sur la commune de Berzème à 5 km à vol d'oiseau, est de 11,7 °C et le cumul annuel moyen de précipitations est de 1 167,3 mm,. Pour l'avenir, les paramètres climatiques de la commune estimés pour 2050 selon différents scénarios d'émission de gaz à effet de serre sont consultables sur un site dédié publié par Météo-France en novembre 2022.

### Hydrographie
Le territoire communal est traversé par le Lavézon, petite rivière qui prend sa source sur le plateau du Coiron pour ensuite rejoindre le Rhône.

### Voies de communication
Le territoire est traversé par la route départementale 213 (RD213).

### Lieux-dits, hameaux et écarts
Entériou, Aubespy, Baratier, Beaupré, Beauthéac, Baravelle, les Boussous, Chambezon (Chambeyson), Cruon, les Faysses, le Gampon, Gauthier, la Grangette, Mercoyrol, les Molières, Plantier, la Roche, Similié, Vernet.

## Urbanisme

### Typologie
Au 1er janvier 2024, Saint-Pierre-la-Roche est catégorisée commune rurale à habitat très dispersé, selon la nouvelle grille communale de densité à 7 niveaux définie par l'Insee en 2022.
Elle est située hors unité urbaine et hors attraction des villes,.

### Occupation des sols
L'occupation des sols de la commune, telle qu'elle ressort de la base de données européenne d’occupation biophysique des sols Corine Land Cover (CLC), est marquée par l'importance des forêts et milieux semi-naturels (70,2 % en 2018), en augmentation par rapport à 1990 (68,8 %). La répartition détaillée en 2018 est la suivante : 
forêts (37,1 %), prairies (29,8 %), milieux à végétation arbustive et/ou herbacée (29,4 %), espaces ouverts, sans ou avec peu de végétation (3,6 %).
L'évolution de l’occupation des sols de la commune et de ses infrastructures peut être observée sur les différentes représentations cartographiques du territoire : la carte de Cassini (XVIIIe siècle), la carte d'état-major (1820-1866) et les cartes ou photos aériennes de l'IGN pour la période actuelle (1950 à aujourd'hui).

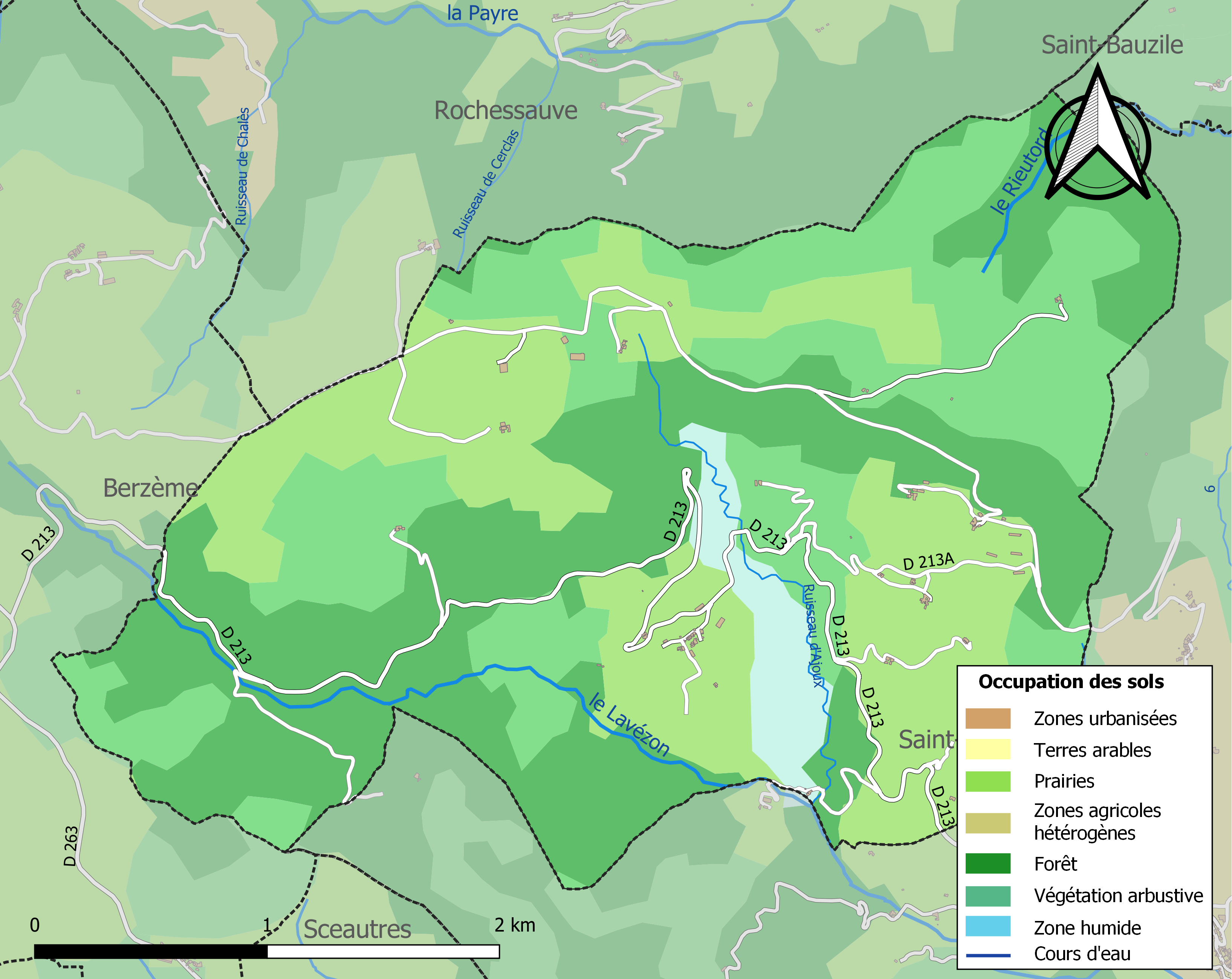
Carte des infrastructures et de l'occupation des sols de la commune en 2018 (CLC).

### Risques naturels

#### Risques sismiques
L'ensemble du territoire de la commune de Saint-Pierre-la-Roche est situé en zone de sismicité no 3 (sur une échelle de 1 à 5), comme la plupart des communes situées dans la vallée du Rhône et la Basse Ardèche, mais non loin de la limite orientale de la zone no 2 qui correspond au plateau ardéchois.
| Type de zone | Niveau            | Définitions (bâtiment à risque normal) |
| ------------ | ----------------- | -------------------------------------- |
| Zone 3       | Sismicité modérée | accélération = 1,1 m/s2                |

## Histoire

### Moyen Âge
Sous l'Ancien Régime, la paroisse de Saint-Pierre-la-Roche – qui doit sa dénomination au pic volcanique dominant son hameau principal – s'intitulait également Sancti Petri de Rupe en 1275 puis Saint-Pierre de Barrès ou Barry au XVIIIe siècle. Elle correspondait à la baronnie de Barrès ou Barry, également dénommée la baronnie de Saint-Pierre de Barry. Néanmoins, lors de l'établissement des "estimes" de 1464, c'est sous l'intitulé de Saint-Pierre-la-Roche qu'elle fut désignée par les agents que Charles des Astards, bailli du Vivarais, dépêcha dans chacune des paroisses afin d'actualiser l'assiette de l'aide, l'impôt royal ordinaire, plus communément appelé la taille.
À la fin du Moyen Âge, la baronnie de Saint-Pierre de Barrès relevait des comtes de Valentinois, représentés par un capitaine-châtelain officiant également au Pouzin. Au début du XVIIe siècle, cette charge était détenue par Mathieu de Chambaud, seigneur de Charrier. Deux consuls administraient la communauté.
En conséquence du testament, le 12 juin 1419, de Louis II de Poitiers, comte de Valentinois, en faveur du Dauphin Charles, fils du roi de France Charles VI, Saint-Pierre de Barry releva désormais du domaine royal.

### Époque moderne
En 1490, la baronnie de Saint-Pierre de Barry appartenait à Jacques de Rochemure dont Jean de La Griolle, son procureur, passa hommage au roi Charles VIII, Dauphin de Viennois, le 14 mars de cette année (acte reçu par Louis Arnaud, notaire à Aubenas). Au début du XVIe siècle, la terre de Saint-Pierre-la-Roche ou de Barry était échue à Jean de Taulignan son gendre, époux de Louise de Rochemure, laquelle testa le 8 janvier 1517.
En 1587, Saint-Pierre-la-Roche fut assiégée par les protestants. Le 28 janvier 1697, « la terre et seigneurie de Saint-Pierre-la-Roche, autrement dite Barry en Vivarais » fut vendue au sieur Mathy Meissonnier, cession qui, pour des raisons non détaillées, fut presque immédiatement annulée. Le 14 mars suivant, Barry fut adjugée à François Jeune, seigneur de Chambezon, au « prix de 3 100 livres de principal et 310 livres pour les deux sols pour livre ».
En 1743, Alexandre-Henry Tavernol de Saint-Clair, « conseiller du roi, subdélégué de l'intendant de Languedoc en Vivarais », habitant de Villeneuve-de-Berg, s'intitulait « seigneur de Sceautres, Chambezon et de la baronnie de Barry ».

## Politique et administration

### Liste des maires
| Période                                  | Période       | Identité            | Étiquette | Qualité                   |
| ---------------------------------------- | ------------- | ------------------- | --------- | ------------------------- |
| Les données manquantes sont à compléter. |               |                     |           |                           |
| 1793                                     | novembre 1795 | Jean-Louis Vabre    |           | propriétaire à La Faysse  |
| an VIII                                  | an IX         | Louis Chambouleyron |           | maire provisoire          |
| 1823                                     | 1827          | Jacques Croze       |           | propriétaire à Chambeyson |
| 1827                                     | août 1844     | Jacques Croze fils  |           | propriétaire à Chambeyson |
| août 1844                                | juin 1852     | Augustin Guilhon    |           | propriétaire à Laubespie  |
| juillet 1852                             | octobre 1852  | Claude Étienne Riou |           | propriétaire agriculteur  |
| octobre 1852                             | octobre 1868  | Jacques Croze fils  |           | propriétaire à Chambeyson |
| avril 1871                               | août 1871     | François Verger     |           | propriétaire              |
| septembre 1871                           | août 1880     | Rémy Guilhon        |           | propriétaire agriculteur  |
| janvier 1881                             | juin 1882     | Pierre Guilhon      |           | propriétaire agriculteur  |
| mai 1884                                 | août 1900     | Étienne Riou        |           | propriétaire agriculteur  |
| 1991                                     | juin 2020     | Marc Dusserre       |           | Agriculteur               |

## Population et société

### Démographie
L'évolution du nombre d'habitants est connue à travers les recensements de la population effectués dans la commune depuis 1793. Pour les communes de moins de 10 000 habitants, une enquête de recensement portant sur toute la population est réalisée tous les cinq ans, les populations de référence des années intermédiaires étant quant à elles estimées par interpolation ou extrapolation. Pour la commune, le premier recensement exhaustif entrant dans le cadre du nouveau dispositif a été réalisé en 2008.

En 2022, la commune comptait 63 habitants, en évolution de +6,78 % par rapport à 2016 (Ardèche : +2,48 %, France hors Mayotte : +2,11 %).
| 1793 | 1800 | 1806 | 1821 | 1831 | 1836 | 1841 | 1846 | 1851 |
| ---- | ---- | ---- | ---- | ---- | ---- | ---- | ---- | ---- |
| 193  | 183  | 256  | 178  | 210  | 229  | 220  | 232  | 227  |

| 1856 | 1861 | 1866 | 1872 | 1876 | 1881 | 1886 | 1891 | 1896 |
| ---- | ---- | ---- | ---- | ---- | ---- | ---- | ---- | ---- |
| 229  | 216  | 217  | 221  | 216  | 238  | 240  | 222  | 178  |

| 1901 | 1906 | 1911 | 1921 | 1926 | 1931 | 1936 | 1946 | 1954 |
| ---- | ---- | ---- | ---- | ---- | ---- | ---- | ---- | ---- |
| 187  | 176  | 147  | 152  | 122  | 128  | 129  | 101  | 98   |

| 1962 | 1968 | 1975 | 1982 | 1990 | 1999 | 2006 | 2008 | 2013 |
| ---- | ---- | ---- | ---- | ---- | ---- | ---- | ---- | ---- |
| 104  | 76   | 60   | 51   | 54   | 46   | 51   | 52   | 53   |

| 2018 | 2022 | - | - | - | - | - | - | - |
| ---- | ---- | - | - | - | - | - | - | - |
| 60   | 63   | - | - | - | - | - | - | - |

### Enseignement
La commune est rattachée à l'académie de Grenoble.

### Cultes
L'église Saint-Pierre (propriété de la commune) et la communauté catholique dépendent de la paroisse Charles-de-Foucauld - Viviers / Le Teil dont le siège diocésain et la maison paroissiale sont situés à Viviers.

### Médias
La commune est située dans la zone de distribution de deux organes de la presse écrite :
- L'Hebdo de l'Ardèche

Il s'agit d'un journal hebdomadaire français basé à Valence et diffusé à Privas depuis 1999. Il couvre l'actualité de tout le département de l'Ardèche.
- Le Dauphiné libéré

Il s'agit d'un journal quotidien de la presse écrite française régionale distribué dans la plupart des départements de l'ancienne région Rhône-Alpes, notamment l'Ardèche. La commune est située dans la zone d'édition de Privas-Vallée du Rhône.

## Culture locale et patrimoine
La commune compte trois maisons fortes dont deux en restauration, un lavoir municipal rénové ainsi qu'une église romane.
- Église Saint-Pierre de Saint-Pierre-la-Roche.

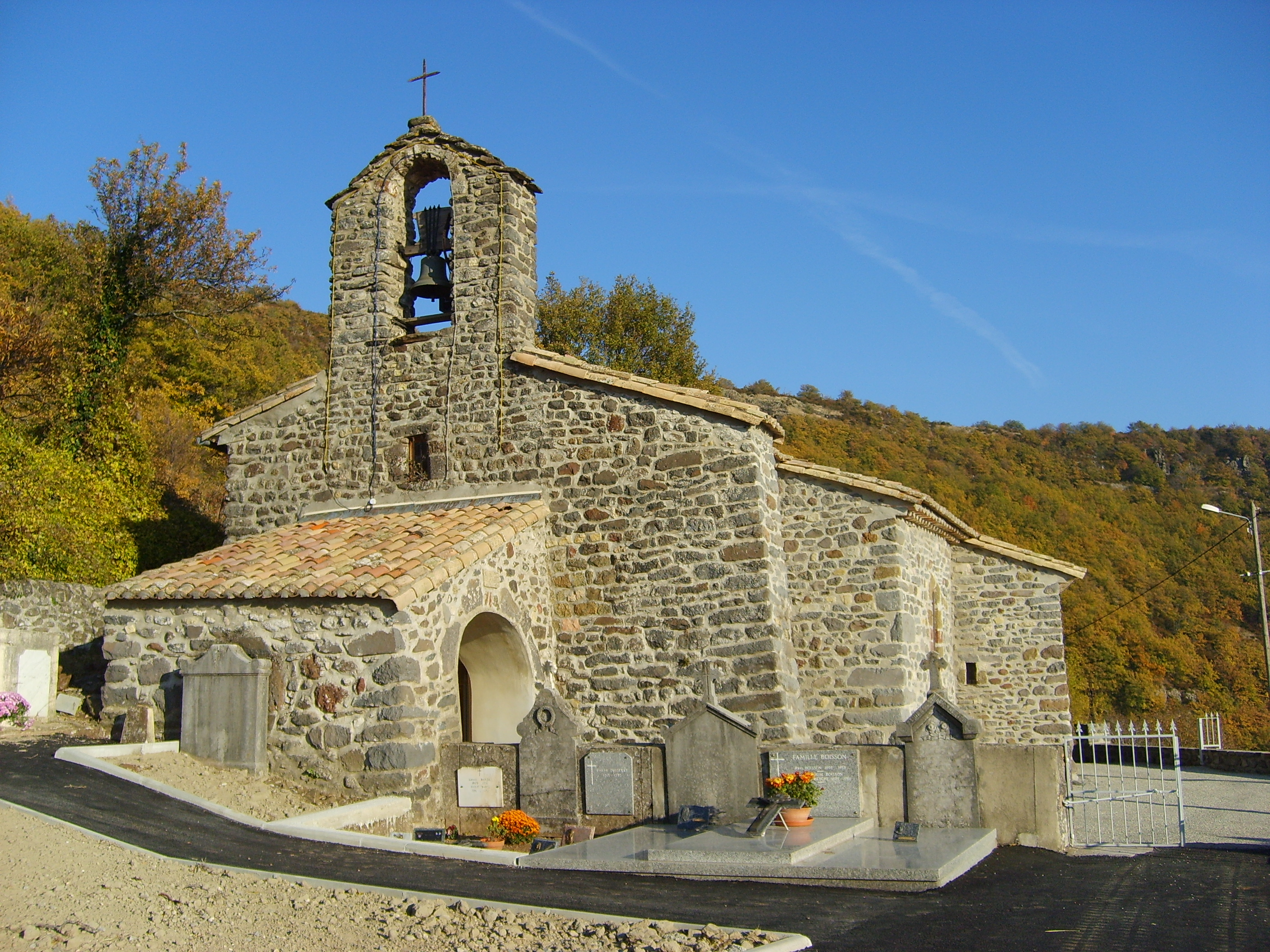
Église de Saint-Pierre-la-Roche.
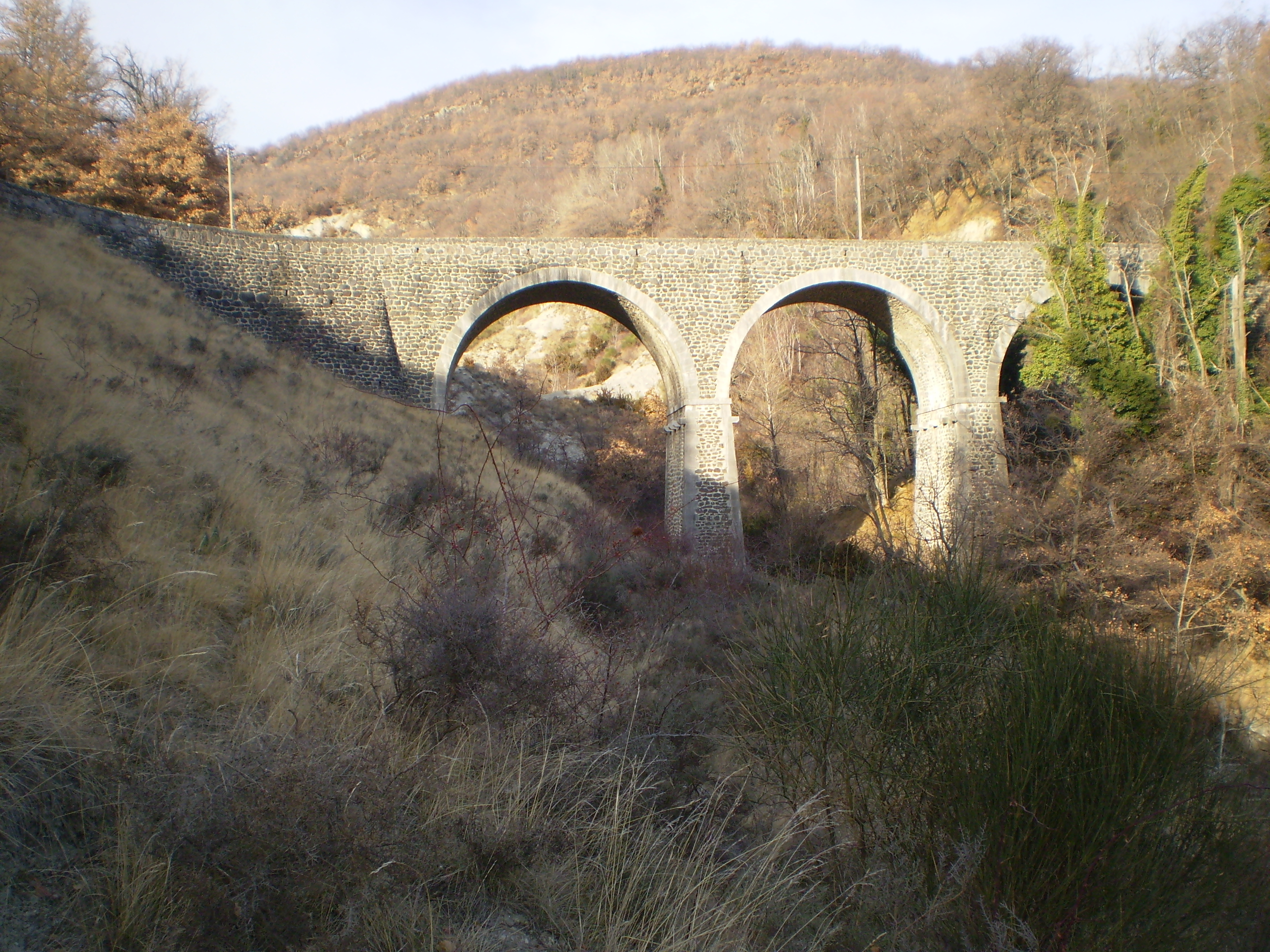
Pont de Saint-Pierre-la-Roche.
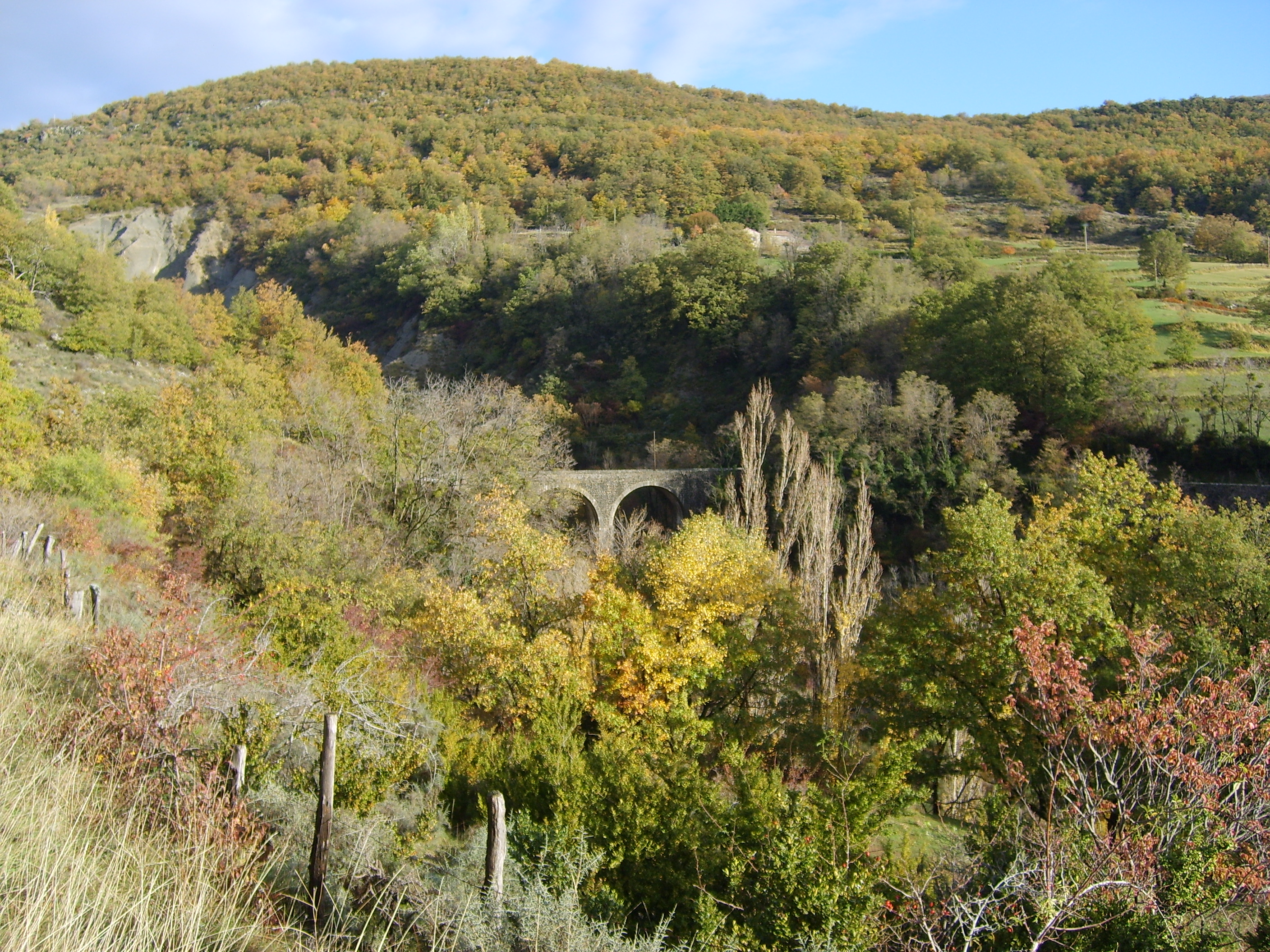
Pont de Saint-Pierre-la-Roche à l'automne.

### Patrimoine religieux
Une église Saint-Pierre de Saint-Pierre-la-Roche romane rénovée.

### Personnalités liées à la commune
- Jacques Croze, ancien maire dont un monument à sa mémoire est érigé au cimetière.
- Julien Charbonnier, inventeur de l'extracteur à châtaignes[réf. nécessaire].